# Château de Boucq
Pour les articles homonymes, voir Boucq (homonymie).
Le Château de Boucq est une maison forte édifiée vers 1340, par Jean de Brixey, sur les hauteurs du village de Boucq, dont ce dernier était en partie le seigneur, en remplacement d'une ancienne forteresse érigée au milieu du XIIIe siècle par cette même famille. Il est partiellement inscrit à l'IGPC, depuis 2000.

## Description générale
D'après Jeandemange Sébastien, Châteaux et maisons fortes du Toulois : L'inventaire des sites fortifiés (2e partie), Revue Etudes Touloises no 109, Cercle d'études locales du Toulois, Toul, 2004.

### Maison forte
La maison forte, a un plan carré de 16 m de côté. Sa forme massée lui vaut le nom de "Tour quarrée".
Elle est flanquée de deux tourelles semi-circulaires aux angles nord et est, percées de fenêtres, substituées au XVIe siècle à des ouvertures de tir. La tourelle est comporte des traces d'arrachement, orientées en direction de l'église, située quelques mètres plus loin, attestant, avec la porte murée d'un étage du clocher, d'une ancienne enceinte faisant la jonction entre la maison forte et l'église. En outre, des encoches taillées dans la pierre prouvent qu'une porterie, située au pied de la tourelle, était percée dans l'enceinte.
Quant aux angles sud et ouest, ils sont tous deux flanqués de bretèches à mâchicoulis, percées d'une petite ouverture, supportées par sept consoles ou corbeaux en pierre, et couvertes d'un toit à quatre pans.
Une autre bretèche, percée d'une petite ouverture et supportée par quatre consoles, défend la porte d'entrée de la façade sud-ouest.
Les façades sont percées de fenêtres, certaines à encadrement sculpté en feuilles d'acanthe et des traces de meneaux de la fin du XVIe siècle.
Enfin, la maison forte est couverte d'une toiture à quatre pans, percée de deux lucarnes côté sud-est et de chien-assis sur les trois autres pans.

### Dépendances
La maison forte possède des dépendances anciennes, que sont :
- un bâtiment à l'angle sud de la tour.
- un petit pigeonnier.
- un bâtiment allongé accolé à la façade nord (disparu).

Mais aussi des dépendances ajoutées au XIXe siècle, que sont :
- un bâtiment, à l'est.
- un bâtiment, au nord.

### Parc
Enfin, le tout est attenant à un parc huit hectares, comportant une orangerie, une roseraie, une fontaine, des bassins de
pierre, et un belvédère.

## Propriétaires
- Chanoines de l'abbaye de Rangéval.
- Famille de Brixey, seigneurs en partie de Boucq, de 1253 à 1363.
- Famille de Naives, seigneurs en partie de Boucq, de 1363 à c.a. 1585.
- Famille de Vattetot, seigneurs en partie de Boucq, de c.a. 1585 au milieu du XVIe siècle.
- Famille de Fligny, seigneurs en partie de Boucq, du milieu du XVIe siècle au milieu du XVIIe siècle.
- Famille de Magnicourt, seigneurs en partie de Boucq, du milieu du XVIIe siècle à 1716.
- Comtes de Fontenoy, seigneurs en partie de Boucq, de 1716 à 1739.
- Famille de Tardif d'Hamonville, seigneurs en partie de Boucq, de 1739 aux années 1990.
- Famille Denizot, propriétaires actuels.